# Ковшовское Лесничество (посёлок)
Ковшовское Лесничество — посёлок в Брянском районе Брянской области, в составе Свенского сельского поселения. Расположен в 1 км от южной окраины г. Брянска, в 0,5 км к северу от железнодорожной платформы Брянск-Южный. Население — 25 человек (2010).
Возник в конце XIX века; по данным переписи 1926 года, население составляло 18 человек.